# No Limit Records
No Limit Records – amerykańska wytwórnia płytowa specjalizująca się w muzyce Hip hop. Została założona w roku 1990 przez Percy Millera.

## Artyści wytwórni
- Nick Gahunia
- 504 Boyz
- A-Lexxus
- Beats By the Pound
- Big Ed
- Choppa
- Sir Michael Rocks
- Donald XL Robertson
- C-Murder
- Dangerous Dame
- E-A-Ski
- Fiend
- Full Blooded
- Gambino Family
- Ghetto Commission
- Kane & Abel
- King George
- Krazy
- Kobik (Polska)
- Lil Italy
- Lil Ric
- Lil Soldiers
- Mac
- Magic
- Mercedes
- Mia X
- Mo B. Dick
- Mr. Serv-On
- Mr. Marcelo
- Mystikal
- Prime Suspects
- Ravis Bob
- Silkk the Shocker
- Skull Duggery
- Snoop Dogg
- Sons of Funk
- Sonya C
- Soulja Slim
- Steady Mobb'n
- Tre-8
- TRU
- UGK
- Young Bleed
- Q.B.